# Italfarmaco
Italfarmaco SpA è un'azienda italiana che opera nel settore farmaceutico e in quello chimico.
È stata fondata da Gastone De Santis nel 1938 con sede a Milano.
È presente nel mercato dei farmaci cardiovascolari, immuno-oncologici, ginecologici, dermatologici, ortopedici e neurologici.

## Dati societari
- Ragione sociale: Italfarmaco S.p.A.
- Sede sociale: V.le Fulvio Testi, 330 - Milano
- Presidente Holding: Francesco de Santis
- Partita Iva: 00737420158
- Filiali: Brasile, Russia, Grecia, Portogallo, Cile, Spagna, Turchia
- Stabilimenti: Milano, Madrid, Patrica (FR), Salvador de Bahia
- |Fatturato gruppo: 726 milioni di euro [2]
- Dipendenti: 3,256 [2]
- Controlla Chemi S.p.A. (produzione principi attivi), Lifepharma (vendita farmaci generici) e le società estere.